# Cenobityzm

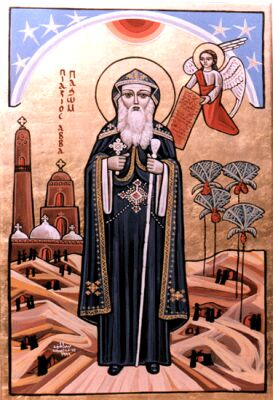
Św. Pachomiusz, jeden z prekursorów cenobityzmu

Cenobityzm (z stgr. κοινόβιον koinobion – „życie we wspólnocie”) – formuła życia zakonnego we wspólnocie, w przeciwieństwie do anachoretyzmu czy eremityzmu. Zakonnika prowadzącego takie życie określa się mianem cenobity.
Za inicjatorów życia cenobitycznego uważani są egipscy mnisi – przede wszystkim św. Pachomiusz oraz św. Szenute z Atripe. Część badaczy uważa jednak, że taka postać życia monastycznego istniała już wcześniej, a Pachomiusz nadał jej tylko określoną formę, co polegało przede wszystkim na stworzeniu reguły kierującej życiem wspólnoty. Mnisi zobowiązani byli do posłuszeństwa wobec przełożonych, wspólnego odmawiania modlitw i uczestniczenia w Eucharystii oraz wykonywania określonej pracy na rzecz wspólnoty. W odróżnieniu od anachoretów, cenobici mieszkali razem i spożywali posiłki we wspólnym refektarzu. 
Na regule Pachomiusza wzorowana była reguła opracowana przez św. Benedykta z Nursji, dzięki czemu cenobityczny model życia został zaszczepiony na teren Europy.